# ATP Challenger Cape Cod
Das ATP Challenger Cape Cod (offiziell: Cape Cod Challenger) war ein Tennisturnier, das einmalig 1978 in Cape Cod, Massachusetts, stattfand. Es gehörte zur ATP Challenger Tour und wurde im Freien auf Hartplatz gespielt.

## Liste der Sieger

### Einzel
| Jahr | Sieger          | Finalgegner     | Ergebnis |
| ---- | --------------- | --------------- | -------- |
| 1978 | Russell Simpson | David Schneider | 6:4, 7:5 |

### Doppel
| Jahr | Sieger                     | Finalgegner                | Ergebnis |
| ---- | -------------------------- | -------------------------- | -------- |
| 1978 | Matt Mitchell William Maze | Peter Rennert Kevin Curren | 6:4, 6:4 |